# James Wesolowski
James Wesolowski, né le 25 août 1987 à Sydney, est un footballeur australien qui joue à Oldham Athletic. Il évolue au poste de milieu de terrain.
Il a participé à la Coupe du monde des moins de 20 ans 2005 avec l'équipe d'Australie des moins de 20 ans.

## Carrière sportive

### Leicester City
James Wesolowski commence sa carrière au sein de l'équipe australienne de Northern Spirit avant de signer avec le club de Leicester City Football Club en 2002. Au cours d'une rencontre amicale contre l'équipe des Celtic Football Club, il est blessé par Bobo Baldé qui lui brise une jambe. James doit être opéré et se voit forcé au repos jusqu'au début de l'année 2006.
Il fait alors ses débuts à domicile contre l'équipe de Cardiff City . Malheureusement, James se casse à nouveau la jambe en Février lors d'une rencontre contre Brighton.
À la suite du départ de Joey Guðjónsson, Wesolowski est mis en compétition face à ses coéquipiers Stephen David Hughes et Andy Johnson pour le poste de milieu de terrain au sein de la première équipe.
En juillet 2007, il accepte de prolonger son contrat avec Leicester jusqu'en 2011. Le footballeur enchaîne les blessures en fin de l'année 2007 et perd sa place en tant que titulaire. En octobre 2008, il est prêté pour une période de trois mois à  l'équipe de Cheltenham Town. Le même mois, James se fracture la facture lors d'une rencontre Tranmere Rovers .
En février 2009, Wesolowski est prêté pour la saison 2008-2009 à Dundee United  avec la possibilité que ce prêt soit rendu permanent. En août 2009,il est prêté pour une période de 6 mois au club Hamilton Academical et évolue dans le Championnat d'Écosse de football.
Le 8 août 2011, il signe un contrat d'un an avec Oldham Athletic.

### Shrewsbury Town
Le 6 juin 2014, malgré une promesse de contrat du club d'Oldham, Wesolowski est transféré gratuitement au club de Shrewsbury Town en League Two.

### Guiseley
Wesoloswki rejoint le club de Guiseley au sein de la National league en octobre 2016.